# Tretower Court

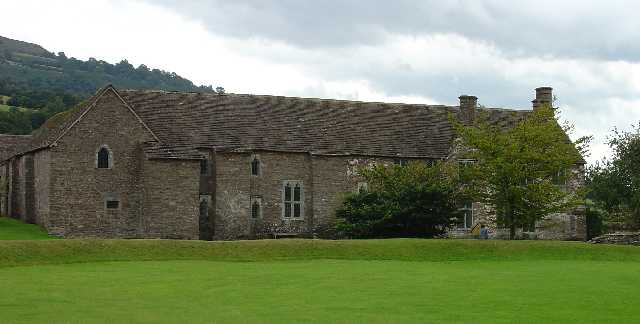
Tretower Court, Ansicht von Osten

Tretower Court (walisisch Llys a Chastell Tre-tŵr) ist ein mittelalterliches Herrenhaus in Powys in Wales. Das als Kulturdenkmal der Kategorie Grade I klassifizierte Anwesen gilt als eines der schönsten mittelalterlichen Anwesen in Wales. Es liegt am Südrand des zur Gemeinde Llanfihangel Cwmdu with Bwlch and Cathedine gehörenden Dorfes Tretower.

## Geschichte
Vermutlich wurde ein erstes Haus bereits um 1300 errichtet, es bildet den Kern des heutigen Nordflügels. Nachdem Sir William Herbert um 1450 seinem Halbbruder Roger Vaughan Tretower Castle übergeben hatte, beschloss dieser, Tretower Court anstelle der militärisch überholten Burg als neues, nur leicht befestigtes Herrenhaus zu errichten. Er errichtete zunächst den Westflügel, bevor um 1460 der Nordflügel wesentlich umgebaut wurde. Die Bauarbeiten wurden um 1480 von seinem Sohn Thomas Vaughan abgeschlossen, unter dem der Torturm errichtet wurde. 1613 erbte Charles Vaughan Tretower Court. Er baute um 1630 den zweigeschossigen Westflügel um, der nun eine Küche, einen Durchgang und Wirtschaftsräume enthielt. Er ließ auch den Wehrgang an der Südseite des Hofs überdachen, dazu ließ er auch die Räume des Nordflügels verändern. Das Haus blieb im Besitz der Familie Vaughan, bis es 1783 an die Familie Parry verkauft wurde, die es fortan als Bauernhof nutzte. Der westliche Teil des Nordflügels wurde dabei zunächst weiter als Wohnhaus genutzt, während andere Teile als Scheune und als Stallungen für Gänse und Schafe diente. 1928 kaufte die Brecknock Society das Anwesen, die es 1930 dem Staat übergab. In den nächsten Jahren begann eine umfassende Restaurierung der Anlage, die nach dem Zweiten Weltkrieg bis in die 1960er Jahre fortgesetzt wurde. Heute wird das Anwesen von Cadw verwaltet und ist zu besichtigen.

## Anlage

### Äußeres

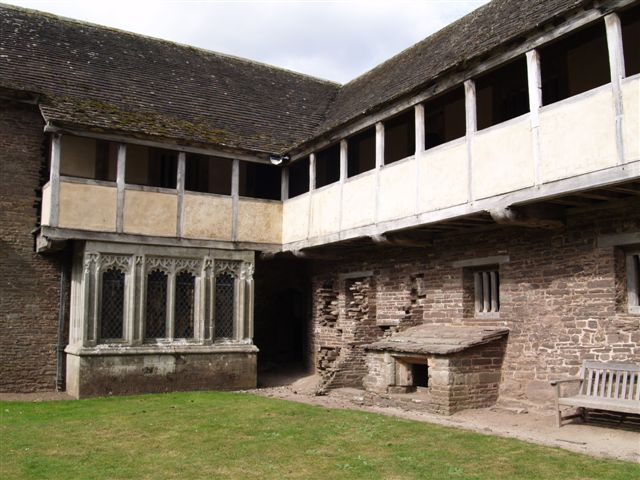
Innenhof

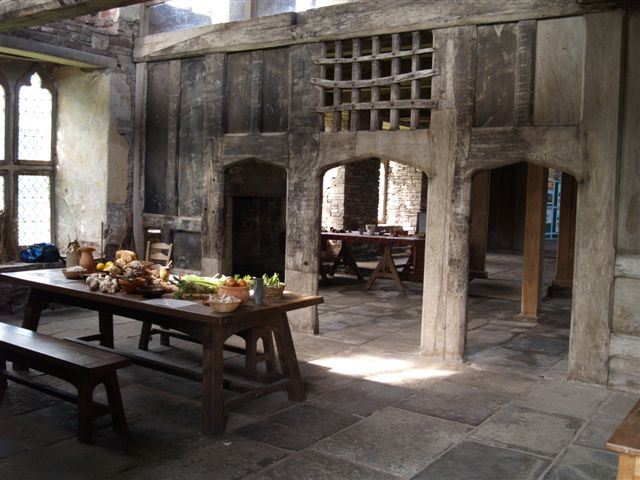
Wohnhalle im Nordflügel

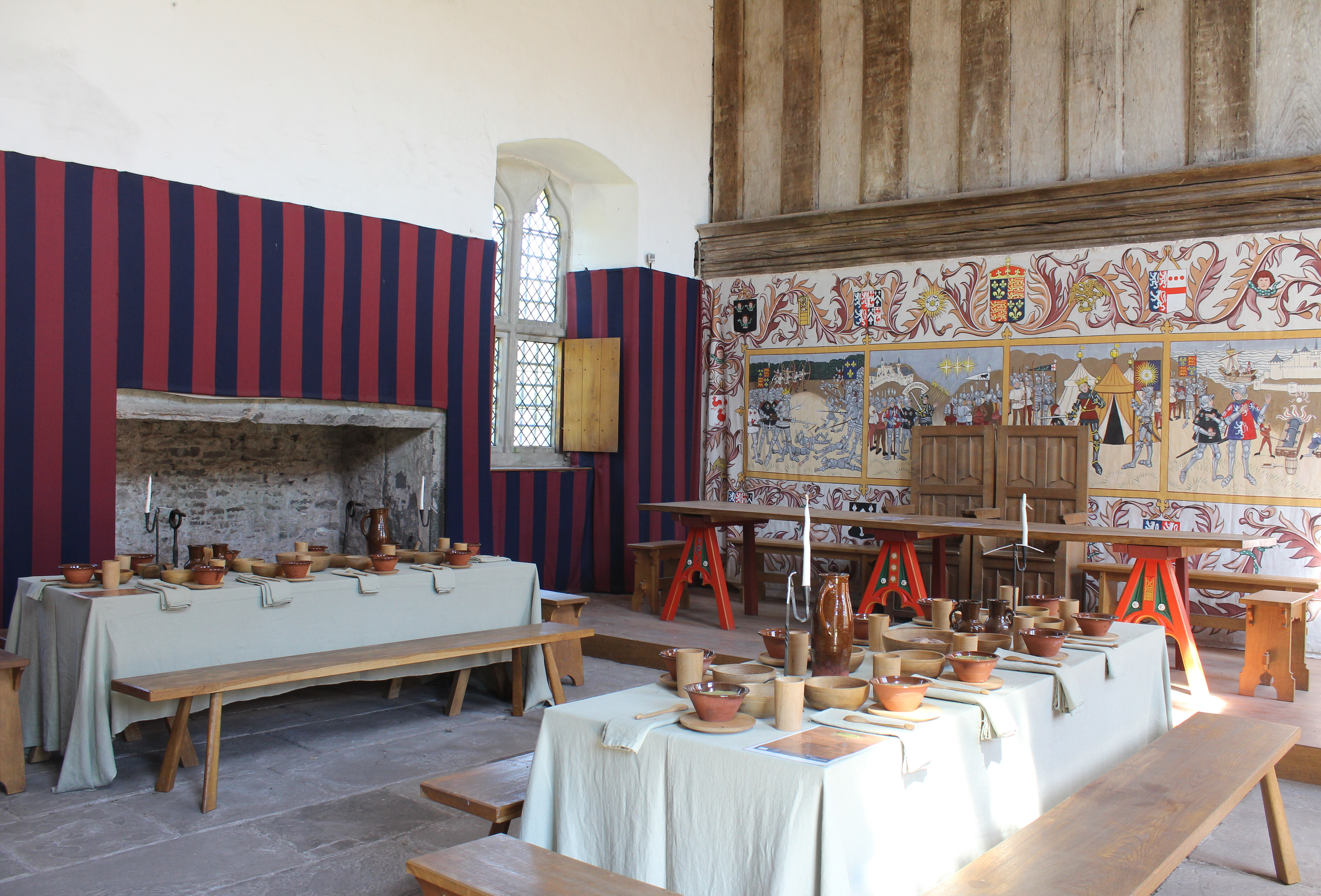
Rittersaal im Westflügel

Tretower Court liegt am südlichen Rand des Dorfes Tretower, südlich der Pfarrkirche und etwa 200 m östlich von Tretower Castle. Die annähernd quadratische Anlage aus unverputztem Bruchstein umschließt einen Innenhof, nur der Westflügel ragt über das Mauerviereck hinaus. An der Nord- und Westseite befinden sich zweigeschossige Wohnflügel mit Dächern aus Schieferstein sowie sorgfältig bearbeiteten unregelmäßigen Fenstern. Der Westflügel besitzt ein aufwändig gestaltes Portal und am rechten Ende des Erdgeschosses einen verzierten Fenstererker. An der Hofseite des Obergeschosses des Nordflügels und an einem Teil des Westflügels befindet sich eine offene, hölzerne Galerie, die im 20. Jahrhundert nach alten Vorbildern rekonstruiert wurde. An der Ostseite wird der Hof von einer Mauer mit Wehrgang und der dachlosen Ruine eines zweigeschossigen Torturms begrenzt. An der Südseite befindet sich ebenfalls eine Mauer mit einem gedeckten und im 17. Jahrhundert versehenen Wehrgang, so dass die Mauer von außen wie ein weiterer Gebäudeflügel wirkt.
An der Südseite des Gebäudes befindet sich ein ummauerter Garten, der in den 1990er Jahren nach mittelalterlichen Vorbildern angelegt wurde. 
Gegenüber der Ostseite mit dem Torturm befindet sich eine langgestreckte, vermutlich um 1480 erbaut Scheune. Ursprünglich größer, war sie mit Mauern mit Tretower Court verbunden und bildete so einen Vorhof. Sie enthielt ursprünglich weitere Wohnräume für das Gefolge der Familie Vaughan und wurde in späteren Jahrhunderten mehrfach umgebaut.

### Innenräume
Die Innenräume wurden im Zustand um 1470 mit offenen Holz- und Balkendecken, hölzernen Trennwänden und offenen Kaminen restauriert und zeigen den damaligen Lebensstil einer reichen Familie der walisischen Gentry. Die Hauptwohnräume, darunter eine repräsentative zweigeschossige Wohnhalle, befanden sich im Westflügel, der dazu im Erdgeschoss auch die Küche und im Obergeschoss weitere Wohnräume  enthielt. Im Erdgeschoss des Nordflügels befanden sich Wirtschaftsräume, eine einfache Wohnhalle, ein Wohnraum für den Verwalter und ein Zimmer, das vermutlich für Gerichtsverhandlungen genutzt wurde. Im Obergeschoss befanden sich ein weiterer Wohnraum und eine Schlafkammer. 

## Tretower Court in der Literatur und im Film
Im 17. Jahrhundert lobte der Dichter Henry Vaughan, ein Neffe des damaligen Besitzers, das Anwesen in seinen Werken. 2002 diente das Herrenhaus mit als Drehort für den britischen Historienfilm Anazapta.